# Jorge Luis Pupo
Jorge Luis Pupo Carballo (La Habana, 14 de febrero de 1982) es un deportista cubano que compitió en saltos de trampolín. Ganó una medalla de bronce en los Juegos Panamericanos de 2011, en la prueba sincronizada.

## Palmarés internacional
| Juegos Panamericanos | Juegos Panamericanos | Juegos Panamericanos | Juegos Panamericanos |
| Año                  | Lugar                | Medalla              | Prueba               |
| -------------------- | -------------------- | -------------------- | -------------------- |
| 2011                 | Guadalajara (México) | Medalla de bronce    | Trampolín 3 m sincro |